# Цхомарети
Цхомарети (груз. ცხომარეთი) — село в Грузии, на территории Сачхерского муниципалитета края (мхаре) Имеретия.

## География
Село находится в центральной части Грузии, на берегах реки Джручулы, на расстоянии 10 километров к северо-западу от города Сачхере, административного центра муниципалитета. Абсолютная высота — 766 метров над уровнем моря.

## Население
По результатам официальной переписи населения 2014 года, в Цхомарети проживало 126 человек (66 мужчин и 60 женщин). В национальной структуре населения грузины составляли 100 %.
| Год  | Население, человек |
| ---- | ------------------ |
| 2002 | 293                |
| 2014 | ↘ 126              |